# Puffinus persicus
Puffinus persicus là một loài chim trong họ Procellariidae.